# Hampus Mörner (1842–1931)
Christer Hampus Mörner, född 18 december 1842 i Stockholm, död 19 januari 1931 i Västerås, var en svensk militär och hovman.

## Biografi
Hampus Mörner var son till Hampus Mörner och hans hustru Anna Carolina Casparsson. 
Mörner blev kadett vid Krigsakademien på Karlberg 1859, utexaminerades 1864 och blev samma år underlöjtnant vid Husarregementet Konung Karl XV. Mörner blev löjtnant 1872. Han kommenderades samma år till den honnörsvakt, som följde Karl XV:s lik från Malmö till Stockholm. Mörner blev ryttmästare i regementet 1887 och vid regementet 1888 och adjutant hos Oscar II samma år. Han blev major vid Livgardet till häst 1891, överstelöjtnant vid regementet 1894, överstelöjtnant och premiärmajor samma år, och var 1894–1911 ledamot av styrelsen för Veterinärinstitutet. Mörner blev överste i armén 1897, överadjutant hos Oscar II samma år och var 1898–1905 sekundchef vid Livgardet till häst. Han blev kabinettskammarherre 1905 en tjänst han tog avsked från samma år, och 1908 hovmarskalk hos änkedrottning Sofia. 
Hampus Mörner var ägare till Beden, Villiegården och Vidarp i Villie och Slimminge socknar.

## Ledamotskap
- 1896: Ledamot av Krigsvetenskapsakademien

## Priser och utmärkelser
- 1885: Riddare av Röda örns orden, fjärde klass
- 1887: Riddare av  Svärdsorden
- 1890: Riddare av Preussiska Kronorden
- 1897: Kommendör av Dannebrogorden
- 1901: Kommendör av andra klass av Svärssorden
- 1902: Storofficer av Rumänska kronorden
- 1904: Kommendör av första klass av Svärdsorden
- 1911: Kommendör av Nordstjärneorden, första klass
- 1912: Kommendör av Badiska Berthold I:s av Zähringen orden